# Багратион-Мухранский, Теймураз Константинович
Теймураз Константинович Багратион-Мухранский (8 [21] августа 1912, Павловск — 10 апреля 1992, Нью-Йорк) — русский князь, директор Толстовского фонда, общественный деятель, потомок Дома Романовых по материнской линии.

## Биография
Родился 8 (21) августа 1912 года в Павловске в семье князя Константина Александровича Багратион-Мухранского (2 марта 1889 — 19 мая 1915) и княгини Татьяны Константиновны (23 января 1890 — 28 августа 1979). По отцовской линии принадлежал к побочной линии Дома Багратионов, правившей Грузией до 1801 года, по материнской линии являлся внуком великого князя Константина Константиновича и великой княгини Елизаветы Маврикиевны. Отец Теймураза погиб на фронте 19 мая 1915 года.
После революции семья уехала в Швейцарию, а затем в Югославию.
В 1927 году в городе Бела-Црква в Югославии поступил в 4-й класс 3-й роты Крымского кадетского корпуса.
По окончании корпуса в 1932 году Теймураз продолжил образование в югославской военной академии, окончив которую прослужил 10 лет в гвардии конно-артиллерийском полку югославской армии.
Участвовал во Второй мировой войне против Германии, после войны эмигрировал в США. Занимал различные должности при югославском посольстве в Париже, Лондоне, Женеве.
В 1949 году по предложению графини Александры Львовны Толстой вошёл в состав администрации Толстовского фонда, был сначала его представителем в Бейруте, а с 1985 года его председателем.
Одновременно он в течение 20 лет состоял председателем американской благотворительной организации «КЭР» и членом правления Американского Совета Добровольных Агентов Помощи, а также одним из учредителей «Интеракшен» — организации, объединяющей 100 различных агентств помощи.
Председатель при Синоде Русской Зарубежной Церкви. Председатель Палестинского общества. Участвовал в создании Конгресса русских американцев.

## Браки
17 октября 1940 года в Белграде женился на Екатерине Стефановне Рачич (4 июля 1919 — 20 декабря 1946), внучке известного сербского и югославского политика и дипломата Николы Пашича (1845—1926).
В 1946 году княгиня Екатерина Стефановна умерла в Нёйи-сюр-Сен. 27 ноября 1949 года в Нью-Йорке женился на графине Ирине Сергеевне Чернышёвой-Безобразовой (21 сентября 1926 года — 9 июля 2015). Детей от обоих браков не было.

## Смерть
Скончался 10 апреля 1992 года в Нью-Йорке. Отпевание состоялось 13 апреля в Синодальном Храме РПЦЗ в Нью-Йорке.
Похоронен на кладбище Успенского Новодивеевского монастыря в Нануете, Нью-Йорк.